# Neuville-sur-Ailette
Neuville-sur-Ailette – miejscowość i gmina we Francji, w regionie Hauts-de-France, w departamencie Aisne.
Według danych na styczeń 2014 roku gminę zamieszkiwały 104 osoby, a gęstość zaludnienia wynosiła 23,4 osób/km²).